# ハプスブルク (戦艦)
ハプスブルク（SMS Habsburg）は、オーストリア＝ハンガリー帝国海軍の戦艦。ハプスブルク級。

## 艦歴

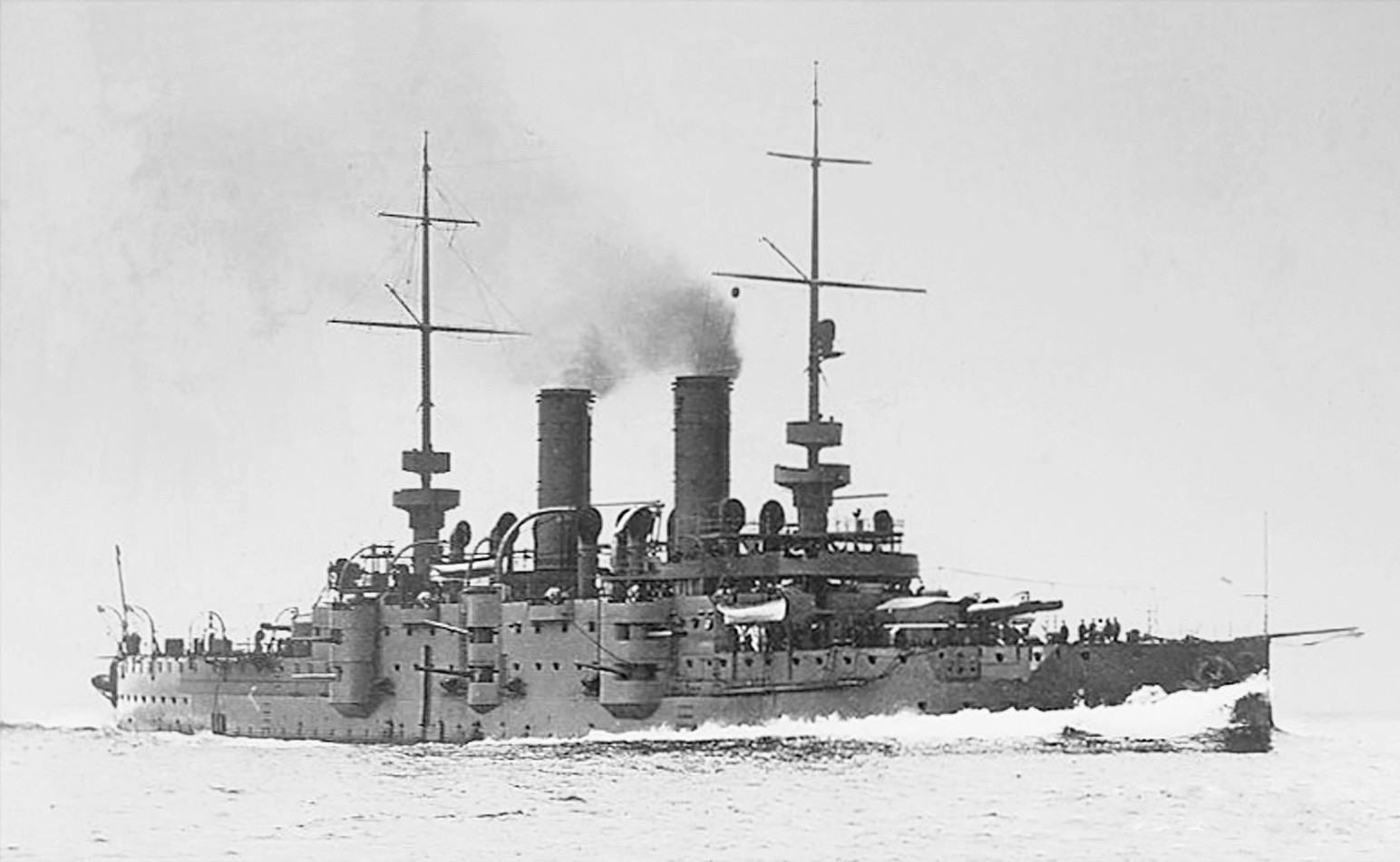
写真は「ハプスブルク」。

1899年3月13日起工。1900年9月9日進水。1902年12月31日に就役し艦隊に加わった。
1903年中頃、ハプスブルクは同型艦アルパードと共に初めて艦隊行動に参加した。1904年夏には3番艦バーベンベルクも就役し、続く訓練に参加した。1904年に行われた演習ではハプスブルク級戦艦3隻はモナルヒ級戦艦3隻と模擬戦を行った。オーストリア＝ハンガリー帝国海軍が近代的戦艦の戦隊を二つ運用するのはこの時が初めてであった。このような活動の後、ハプスブルク級戦艦は第1戦隊を編成した。同型艦と共に、ハプスブルクは地中海でも活動した。1903年1月、ハプスブルクはモナルヒ級3隻と共に練習航海をおこなった。1904年にはアルパードが練習航海に加わった。1906年から1907年にかけてエルツヘルツォーク・カール級戦艦が就役すると、ハプスブルク級は第2戦隊に移された。
1910年、ハプスブルクは広範な近代化工事と軽量化工事を受けた。
1914年7月終わりから8月にかけて、ハプスブルクはホルティ・ミクローシュ艦長指揮下で第3戦隊の旗艦を務めた。1914年7月28日から8月10日まで、ドイツの巡洋戦艦ゲーベンと軽巡洋艦ブレスラウ支援のためにハプスブルクも含むオーストリア＝ハンガリー帝国海軍艦艇が動員された。ゲーベンとブレスラウが無事イギリス軍から逃げ切ると、オーストリア＝ハンガリー帝国海軍も撤収した。艦隊はイタリア南東のブリンディジまで南下した。この後、ハプスブルク級3隻は第4戦隊に移された。
イタリアがフランスおよびイギリス側で第一次世界大戦に参戦すると、オーストリア＝ハンガリー帝国海軍はアドリア海沿岸のイタリア都市を攻撃した。ハプスブルクは1915年5月23日のアンコーナ砲撃に参加し、鉄道の駅や砲台などを攻撃した。これはハプスブルクが行った唯一の戦闘であった。
アンコーナ攻撃後、ハプスブルクは他の同型艦と共にプーラに戻った。これ以降、戦争の残りの期間は石炭不足のためそこに留まった。戦争後半は、ハプスブルクは退役し港湾防衛艦とされた。乗員は新造のUボートや航空機に転属となった。1918年、ハプスブルクは再就役し練習艦となった。
戦後、ハプスブルクは賠償艦としてイギリスに割り当てられた。ハプスブルクはイタリアに売却され、1921年に解体された。